# Breilly
Breilly ist eine französische Gemeinde mit 724 Einwohnern (Stand 1. Januar 2022) im Département Somme in der Region Hauts-de-France. Sie gehört zum Arrondissement Amiens und zum Kanton Ailly-sur-Somme. Sie liegt auf einer durchschnittlichen Höhe von 30 m über NN.

## Geschichte
Erstmals urkundlich erwähnt wurde der Ort 1120. Doch die Funde von römisch-gallischen Sarkophagen an der Stelle Le Montjoye deuten auf eine frühere Besiedelung hin. Im Jahr 1766 brannte die Ortschaft nieder.

### Bevölkerungsentwicklung
| Jahr      | 1962 | 1968 | 1975 | 1982 | 1990 | 1999 | 2007 | 2018 |
| Einwohner | 309  | 403  | 419  | 434  | 434  | 462  | 472  | 715  |

## Sehenswürdigkeiten
- Die Kirche Saint-Sulpice wurde 1834 erneuert und besitzt eine hölzerne Büste des Heiligen Sulpice aus dem 18. Jahrhundert.
- Am Ortsausgang steht eine sehenswerte kleine Kapelle.